# ポール・エルデシュに因んで命名された物の一覧
ポール・エルデシュに因んで命名された物の一覧
- ポール・エルデシュ賞（英語版）
- エルデシュ賞（英語版）
- エルデシュ数
- エルデシュ基数（英語版）
- エルデシュ・ニコラ数（英語版）
- エルデシュ予想 - ポール・エルデシュの予想の一覧（英語版）も参照。
  - 加法的な基についてのエルデシュ・トゥラン予想（英語版）
  - 等差数列についてのエルデシュ予想（英語版）
  - Erdős distinct distances problem
  - キャメロン・エルデシュ予想（英語版）
  - エルデシュ・バー予想（英語版）
  - エルデシュ・ファバー・ロヴァース予想（英語版）
  - エルデシュ・グラハム予想 - エルデシュ・グラハム問題（英語版）を参照
  - エルデシュ・ジャールファーシュ予想（英語版）
  - エルデシュ・シュトラウス予想
  - エルデシュ・セケレシュ予想（英語版）
- コープランド–エルデシュ定数
- エルデシュ-ベーコン数
- エルデシュ・ボーウェイン定数
- エルデシュ・ディオファントス・グラフ（英語版）
- エルデシュ・モーデルの不等式
- チョン・エルデシュの不等式（英語版）
- エルデシュ・レーニ・モデル（英語版）
- エルデシュ空間（英語版）
- エルデシュの定理
  - ド・ブラン・エルデシュの定理 (グラフ理論)（英語版）
  - ド・ブラン・エルデシュの定理 (結合幾何学)（英語版）
  - エルデシュ・アニングの定理（英語版）
  - エルデシュ・ベックの定理（英語版）
  - エルデシュ・ダシュニック・ミラーの定理（英語版）
  - エルデシュ・ガライの定理（英語版）
  - エルデシュ・ベックの定理（英語版）
  - エルデシュ・コー・ラドの定理（英語版）
  - エルデシュ・ナジーの定理（英語版）
  - エルデシュ・ラドの定理（英語版）
  - エルデシュ・ストーンの定理（英語版）
  - エルデシュ・セケレシュの定理（英語版）
  - エルデシュ・セメレディの定理（英語版）
  - スー・ロビンス・エルデシュの定理（英語版）
- エルデシュ・トゥランの不等式（英語版）
- エルデシュ・ウラム問題（英語版）
- エルデシュ・ウッズ数（英語版）